# 巽房
巽房（日语：／ Tatsumi Fusa，1907年4月25日—2023年12月12日），是一名日本超級人瑞，自從2022年4月19日，田中加子逝世後，日本和亞洲在世最長壽者。享嵩壽116歲231天。

## 生平
1907年4月25日出生於大阪府。2013年進入柏原市特殊老人院「白戶」。
2019年8月13日，巽以112岁110天，經確認出生資料，被列入金氏世界紀錄承認老年學研究組織的超級人瑞名單中。
2022年4月19日，田中加子逝世後，她以114岁359天成為在世的全球最長壽者第5名和日本在世最年長者，也是史上最長壽男性木村次郎右衛門後第一個未滿115歲成為日本在世最年長者。
2022年6月22日，卡西爾達·貝內加斯-加列戈過世，她以115岁58天成為在世的全球最長壽者第4名。
2022年8月19日，泰克拉·尤涅维奇過世，她以115岁116天成為在世的全球最長壽者第3名。
2023年1月17日，露西爾·朗東去世，她以115岁267天之齡成為在世第2順位年長者，僅次於瑪麗亞·布拉尼亞斯·莫雷拉。
2023年4月25日，巽迎來116歲生日，成為史上確切活到116歲的第30人，也是日本史上確切活到116歲的第7人。
2023年12月12日，巽房於當天早上9時25分去世，享嵩壽116歲231天。